# Cryptophagus pilosus
Cryptophagus pilosus là một loài bọ cánh cứng trong họ Cryptophagidae. Loài này được Gyllenhal miêu tả khoa học năm 1828.